# Арістідіс Рапанакіс
Арістідіс Рапанакіс (11 лютого 1954 — жовтень 2022) — грецький яхтсмен.
Бронзовий призер Олімпійських Ігор 1980 року в класі Солінґ.